# Mesoleius filicornis
Mesoleius filicornis är en stekelart som beskrevs av Holmgren 1876. Mesoleius filicornis ingår i släktet Mesoleius och familjen brokparasitsteklar. Arten är reproducerande i Sverige. Inga underarter finns listade i Catalogue of Life.